# Nindirí

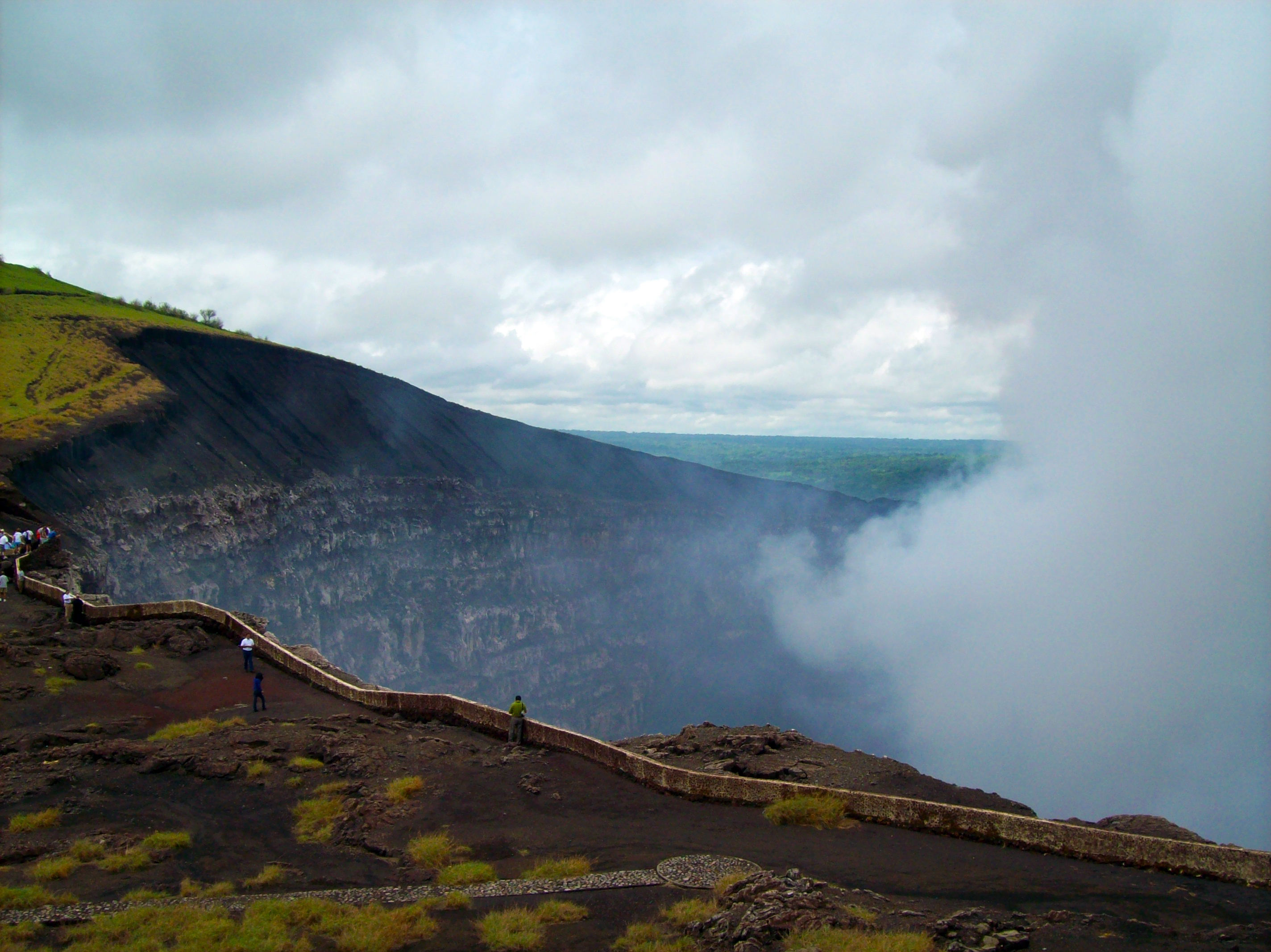
Vulcão Masaya

Nindirí é um município da Nicarágua, situado no departamento de Masaya. Tem 11 km² de área e sua população em 2020 foi estimada em 56.733 habitantes.